# Miguel Jurado Bustamante
Miguel José Francisco Jurado Díaz de Bustamante (Cádiz, 8 de mayo de 1768 - San Cristóbal de La Laguna, 20 de abril de 1828) fue un compositor y maestro de capilla español.

## Vida
Miguel José Francisco Jurado Díaz de Bustamante nació en la ciudad de Cádiz, el 8 de mayo de 1768. Hijo de una «familia ilustre», fue su padre Manuel Jurado Tasorero y la madre Francisca Casiana Díaz de Bustamante, ambos naturales de Cádiz. Fue bautizado en la parroquia del Sagrario el día 17 del mismo mes. Tuvo dos hermanos; el mayor, Bartolomé Juan de Paula, y el menor, Francisco de Paula, siendo Miguel José Francisco el mediano. Todos los hijos de Francisca Casiana Díaz de Bustamante dejaron de usar la partícula «Díaz», por lo que firmaban como Jurado Bustamante.
El padre, Manuel Jurado, era contralto de la capilla de música de la Catedral de Cádiz desde el 3 de diciembre de 1762, por lo que es de suponer que Miguel realizó sus primeros estudios musicales en casa. El caso es que el hermano menor, Francisco de Paula, fue seise de la capilla de música de la metropolitana granadina hasta 1784, pero Miguel no aparece en la documentación de la Catedral, por lo que es de suponer que no fue seise y no se formó allí. Al parecer le afectó la reforma de los estatutos que se realizó en 1777 con la apertura del colegio de acólitos y seises de Santa Cruz, que limitaba a dieciocho el número de colegiales. Se desconoce, pues, la forma en la que Miguel Jurado adquirió sus conocimientos musicales, aunque su estrecha relación con Alonso Ramírez Arellano, un reputado músico gaditano colaborador habitual de la Catedral, pudiese indicar que este le impartió clases de forma privada. En unas partituras de Alonso Ramírez de Arellano, luego completadas por Miguel Jurado, las Letanías a cuatro hasta el Santa María por mi señor maestro don Alonso Ramírez de Arellano, Jurado mismo confirmaba de su mano que Ramírez había sido su maestro. Jurado también debió mantener algún tipo de relación con Francisco Delgado Sánchez y Juan Domingo Vidal, ambos maestros de capilla de la metropolitana Cádiz, aunque no se pueda confirmar cuál fuera esta relación. La cuestión es que Miguel Jurado Bustamante debió recibir clases de composición, clave y órgano, además de violín. En 1783, con quince años, componía un Magnificat a seis voces en La menor, que ya da una idea de la solvencia del futuro maestro de capilla.
En 1787 se crearon las parroquias de Nuestra Señora del Rosario, San Antonio y San José de Extramuros, las primeras parroquias gaditanas aparte de la del parroquia del Sagrario, la única de Cádiz hasta entonces. Con ello se creaban nuevas agrupaciones musicales que servían estas nuevas parroquias. El principal promotor de la ampliación de la iglesia de Nuestra Señora del Rosario y la creación y promoción de su capilla de música fue el marqués de Valde-Íñigo, José Sáenz de Santamaría. Miguel Jurado fue nombrado maestro de capilla de Nuestra Señora del Rosario en 1791, pero ya había colaborado con la capilla de música desde por lo menos 1783, fuera como cantor o instrumentista, componiendo obras que serían interpretadas por otro maestro anterior desconocido. Durante esos años, en torno a 1786-1787, se había encargado desde Cádiz a Franz Joseph Haydn la composición de Las siete palabras —desgraciadamente desaparecida— para interpretarse durante el Viernes Santo. Su estreno fue uno de los grandes acontecimientos musicales del siglo XVIII en la ciudad y coincide en el tiempo con la estancia de Jurado en la iglesia de Nuestra Señora del Rosario. Permaneció seguramente en Cádiz hasta 1799.
En Cádiz, Jurado conoció a su esposa, Josefa Domínguez, con la que contrajo matrimonio el 16 de marzo de 1796 en la parroquia del Rosario y tuvo al menos cinco hijos, entre ellos, Eufemiano Jurado, que posteriormente sería un importante promotor de la vida musical canaria.

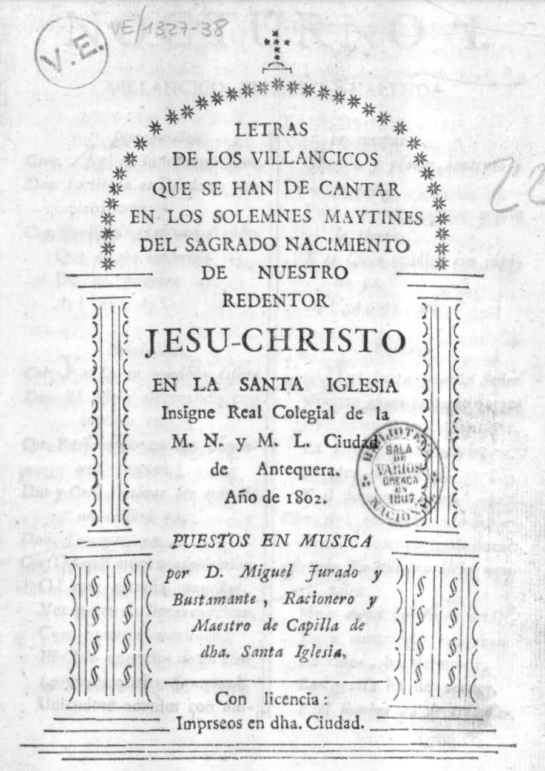
Letras de los villancicos que se han de cantar en los solemnes maytines del sagrado Nacimiento de Nuestro Redentor Jesu-Christo en la Santa Iglesia Insigne Real Colegial de la M. N. y M. L. Ciudad de Antequera. Año de 1802. Puestos en música por D. Miguel Jurado y Bustamante, Racionero y Maestro de Capilla de dha. Santa Iglesia.

En 1796 se presentó sin éxito a las oposiciones al magisterio de la Catedral de Granada, que había quedado vacante tras el fallecimiento de Tomás de Peñalosa. El cargo iría finalmente para Vicente Palacios. Ese mismo año se presentó a las oposiciones para el magisterio de la Colegiata de Antequera, vacante tras el fallecimiento de José Zameza y Elejalde. En esta ocasión tampoco sería el seleccionado, ya que el cargo fue para Juan López, organista de la catedral, pero quedó segundo. López decidió en 1799 partir a Talavera de la Reina, dejando el cargo vacante de nuevo. El cabildo granadino, viendo lo caro que resultaban unas oposiciones, decidió ponerse en contacto con Jurado que todavía estaba en Cádiz y ofrecerle el cargo.
Los inicios de Jurado en Antequera fueron difíciles, no resultando fácil ganar la consideración del cabildo eclesiástico y el respeto de los músicos. Los siguientes años no fueron mucho mejores, ya que se vieron afectados por la invasión francesa, la consecuente secularización impulsada por el nuevo gobierno y el robo de las tropas invasoras. La extrema falta de recursos y las disputas con algunos músicos llevaron a Jurado a comunicar al cabildo en 1815 su intención de marcharse.
El maestro Joaquín Núñez había dejado vacante el magisterio de la Catedral de Las Palmas de Gran Canaria en 1812, quedando de interino el cantor Miguel Ramos Noria. Así, en 1812 el cabildo canario buscaba «dos profesores aptos para dichos destinos de maestro de capilla y sochantre mayor que tengan la instrucción y voz correspondiente a su completo desempeño, sean de edad al menos mediana, de salud robusta, españoles de nación, y de buenas costumbres que sirvan de ejemplo y edificación a sus subalternos», a los que se les asignaría una renta anual de quinientos pesos corrientes y quince fanegas de trigo. La capilla de música de Gran Canaria era un foco de música de significancia, dada la importancia de la ciudad en el comercio trasatlántico. En 1814 habían ofrecido el cargo a Jurado y este decidió aceptar un año más tarde, firmando el contrato en Cádiz el 3 de octubre de 1815. Llegaría a Las Palmas de Gran Canaria con su familia a finales de ese año, incorporándose el 7 de diciembre.
En junio de 1815 el cabildo había encontrado a Benito Lentini y Messina, un compositor y pianista siciliano, que cumplía con creces las condiciones para el magisterio. Formaba parte de una compañía de ópera de Madeira que había sido disuelta a causa de la guerra. El cabildo quedó impresionado con el lenguaje orquestal y la paleta instrumental del italiano, por lo que lo admitió como maestro de capilla el 28 de junio con un salario de 600 pesos y 15 fanegas de trigo. El cabildo trató de impedir la llegada de Jurado enviando un mensaje urgente a Cádiz para cancelar el compromiso, «a causa de haberse presentado aquí uno que ha manifestado tener un talento extraordinario músico, con especialidad en la composición, que hizo una misa para el día de Santa Ana, patrona de esta iglesia».
Con la llegada de Jurado el cabildo tuvo que reconfigurar la estructura de la capilla de música, ya que no querían renunciar a Letini. Jurado fue nombrado maestro de capilla, Letini organista primero y Cristóbal José Millares violín segundo. Ninguno quedó contento, ya que Lentini no era buen organista y Millares sacrificaba su talento con el órgano. Además Lentini quería componer, lo que hizo con la ayuda indisimulada del cabildo, entrometiéndose en las obligaciones del maestro Jurado. En general en cabildo quedó contento con el trabajo de Jurado y parece que no hubo muchas desavenencias en la capilla. Sin embargo en 1818 Jurado se vio tentado de regresar a Antequera, por lo que es de suponer que no se encontraba a gusto profesionalmente, posiblemente estaba siendo relegado a segundo plano. El ambiente enrarecido causado por la división de la diócesis debió decidir al maestro a abandonar Las Palmas. El hecho coincidía con el problema del cabildo de mantener a tantos músicos con altos sueldos en una diócesis que iba a reducir sus ingresos.
En diciembre de 1819 aceptó el magisterio de la nueva Catedral de San Cristóbal de La Laguna, antigua parróquia de Los Remedios. Jurado renunció definitivamente a su cargo en Las Palmas a principios febrero de 1820. No parece que Jurado tuviese mal recuerdo de su estancia en Las Palamas, admitiendo que «tuvo el honor de haver sido maestro de capilla de aquella Santa Iglesia en la que se honró con todas las excepciones anexas a su oficio según la práctica general de todas las santas iglesias de España». Se trasladó a Tenerife con su familia y algunos músicos.
Jurado permanecería en San Cristóbal de La Laguna hasta su fallecimiento, el 20 de abril de 1828.

## Obra
Se conservan en los archivos Canarios unas 120 composiciones del maestro Jurado. Entre sus obras se cuentan misas, motetes, salmos, magníficat, himnos, letanías, lamentaciones, responsorios, antífonas marianas, villancicos y otras composiciones vocales para entre dos y ocho voces, con acompañamiento musical.